# Llanteno
Llanteno en espagnol ou Lanteno en basque, est une commune ou contrée de la municipalité d'Ayala dans la province d'Alava dans la Communauté autonome basque (Espagne).